# 149
El año 149 (CXLIX) fue un año común comenzado en martes del calendario juliano, en vigor en aquella fecha.
En el Imperio romano el año fue nombrado el del consulado de Escipión y Prisco, o menos frecuentemente, como el 902 ab urbe condita, siendo su denominación como 149 a principios de la Edad Media, al establecerse el anno Domini.

## Acontecimientos
- Comienza la construcción del circo romano de Arlés.

## Nacimientos
- 7 de marzo (del año 148, 149 o 150): Lucila (Annia Aurelia Galeria Lucilla), aristócrata romana (fallecida en la isla de Capri en 181 o 182), segunda hija del emperador romano Marco Aurelio y Faustina la Menor; hermana del emperador Cómodo.
- Zhu Jun, comandante durante la Rebelión Turban amarilla (f. 195).

## Fallecimientos
- Elio Nicón, arquitecto griego.
- Tito Elio Antonino y Tito Elio Aurelio, mellizos hijos de Antonino Pío